# دونالد جی. کارتی
دونالد جی. کارتی (انگلیسی: Donald J. Carty) (زاده ۱۹۴۶) کارآفرین، بازرگان و مدیر ارشد اجرایی کانادایی است، که در حال حاضر به‌عنوان رئیس هیئت مدیره شرکت ویرجین امریکا فعالیت می‌کند. وی سابقه مدیریت در شرکت‌های امریکن ایرلاینز، ایر کانادا، سیرز هولدینگز، شرکت ئی‌ام‌سی، بریک گولد، راه‌آهن کانادا پسیفیک و دل را نیز در کارنامه شغلی خود دارد.